# Ana Kobal (alpska smučarka, rojena 1991)
Ana Kobal, slovenska alpska smučarka, * 20. januar 1991. 
Kobal je bila članica kluba SD Novinar. Nastopila je na svetovnih mladinskih prvenstvih v letih 2009, 2010 in 2011, svojo najboljšo uvrstitev je dosegla leta 2010 s 14. mestom v superveleslalomu. V svetovnem pokalu je debitirala 3. decembra 2010, ko je na smuku v Lake Louisu zasedla 52. mesto. V sezoni 2010/11 je šestkrat nastopila v svetovnem pokalu, trikrat v smuku, dvakrat v superveleslalomu in enkrat v kombinaciji v Tarvisiu, ko je s 34. mestom dosegla uvrstitev kariere. V sezoni 2011/12 je postala slovenska državna prvakinja v superveleslalomu.